# Marumba luzoni
Marumba luzoni är en fjärilsart som beskrevs av Clark 1935. Marumba luzoni ingår i släktet Marumba och familjen svärmare. Inga underarter finns listade i Catalogue of Life.